# Joe Johnston
Joseph Eggleston Johnston II (sinh ngày 30 tháng 5 năm 1950) là nam đạo diễn và cựu chuyên viên kỹ thuật phim người Mỹ. 

## Thời thơ ấu
Johnston sinh ra tại Austin, bang Texas. 